# Ammazzateci tutti
Ammazzatecitutti è un movimento antimafia italiano.
Nato nel 2005 in Calabria come reazione ai numerosi omicidi di ‘ndrangheta avvenuti in quell'anno nella provincia di Reggio Calabria e culminati con l'assassinio di Francesco Fortugno, in breve tempo anche grazie ad internet, il movimento è diffuso anche in altre regioni d'Italia, raccogliendo adesione e consenso di ragazzi e ragazze da altre parti del paese.
I campi di attività del movimento sono prevalentemente quattro: formazione scolastica, informazione, comunicazione e assistenza delle vittime di mafia in Italia.

## Storia

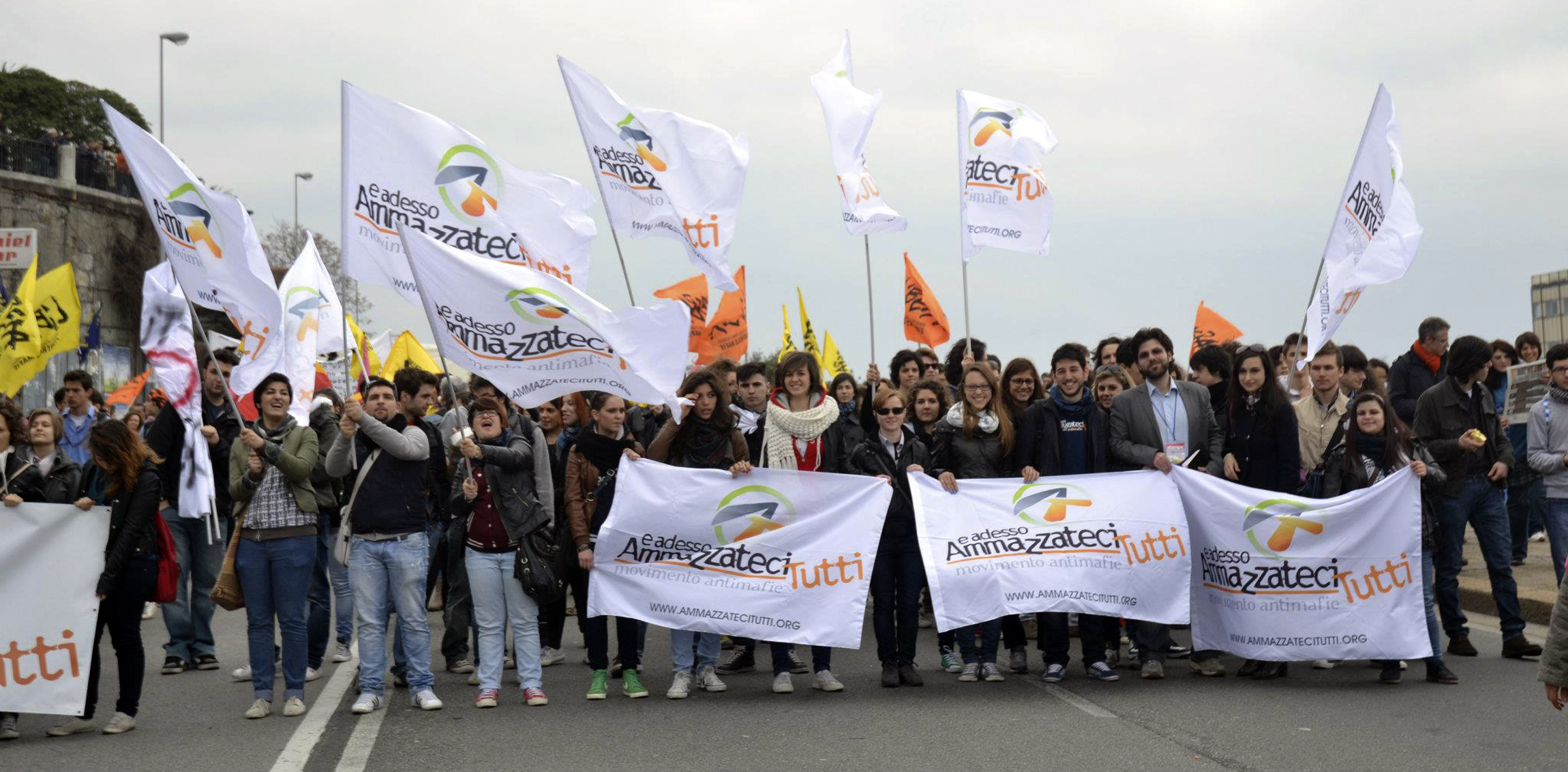
“Ammazzateci Tutti” a Genova per la Giornata nazionale della memoria e dell'impegno promossa dall'Associazione Libera di don Luigi Ciotti. 17 marzo 2012.

La prima apparizione pubblica del movimento avviene a Locri il 19 ottobre del 2005, quando, in occasione dei funerali di Francesco Fortugno, sette ragazzi espongono lo striscione "E adesso ammazzateci tutti". Seppur provenienti da tutta la provincia di Reggio Calabria, i giovani vengono ribattezzati dai media come “i ragazzi di Locri”.
Escludendo l'attenzione mediatica che il movimento ha ricevuto dopo l'omicidio di Francesco Fortugno, l'iniziativa che ha dato maggiore risalto pubblico ad Ammazzateci tutti sono state le manifestazioni in difesa dell'ex pubblico ministero Luigi De Magistris, contro il trasferimento di quest'ultimo avanzato dall'allora Ministro della Giustizia Clemente Mastella. L'atteggiamento del movimento cambia quando De Magistris annuncia di volersi candidare come indipendente nella lista di Italia dei Valori alle elezioni europee del 2009. La rottura si consuma sulle pagine de Il Giornale, dove il presidente del movimento Aldo Pecora, motivando di non essere stato coinvolto nella scelta dell'ex magistrato e di averne preso coscienza solo tramite la stampa, ne prende pubblicamente le distanze.

## Musica
- E adesso ammazzateci tutti, composta da Pino Barillà e Alessandro Luvarà, testo di Giovanni Pecora

## Attività

### Il meeting Legalitàlia
Il 9 agosto di ogni anno, in occasione dell'anniversario dalla morte del magistrato calabrese Antonino Scopelliti il movimento organizza a Reggio Calabria il meeting Legalitàlia. Uno degli scopi principali del meeting, oltre che mettere in rete la gioventù antimafia del Paese, è sensibilizzare l'opinione pubblica e le Istituzioni sul caso Scopelliti, omicidio per il quale dopo tanti anni non sono ancora stati individuati i mandanti.

### Legalitàlia in primavera
Dall'aprile del 2011 Legalitàlia viene esteso anche alla Lombardia, dove il coordinamento locale di Ammazzateci Tutti coinvolge le scuole superiori di Busto Arsizio in attività di conoscenza e lotta del fenomeno mafioso, invitando personalità del mondo dell'antimafia.

### Commemorazione Falcone
Ogni anno il 23 maggio Ammazzateci Tutti organizza momenti di riflessione sulla Strage di Capaci, in cui persero la vita il giudice Giovanni Falcone, sua moglie Francesca Morvillo e i tre agenti della scorta, Antonio Montinaro, Rocco Dicillo e Vito Schifani.

### Commemorazione Borsellino
Il 19 luglio di ogni anno, giorno dell'anniversario dalla scomparsa del magistrato siciliano Paolo Borsellino, Ammazzateci Tutti organizza a Lamezia Terme una commemorazione istituzionale per mantenere viva la memoria del magistrato siciliano e degli agenti di scorta che persero la vita nella Strage di Via D'Amelio.

### Rete per la Calabria
L'11 novembre 2006 i ragazzi del Movimento sono tra i promotori ed i soci fondatori di una nuova organizzazione di associazioni, movimenti, espressioni del mondo delle cooperative, della Scuola, dell'Università, della Chiesa e dell'imprenditoria, la Rete per la Calabria.

## Critiche

### I rapporti con la politica
La più comune critica esposta nei confronti di Ammazzateci tutti è quella di essere un trampolino di lancio per la carriera politica dei suoi fondatori. Il primo striscione esposto ai funerali di Francesco Fortugno, quello che appunto titolava "E adesso ammazzateci tutti", portava una margherita uguale al simbolo del partito della Margherita, partito dello stesso Fortugno nonché dei futuri principali fondatori del movimento. Successivamente il presidente del movimento Aldo Pecora ed altri rappresentanti del movimento hanno preso parte a diversi eventi politici, dai V-Day di Beppe Grillo, alla seconda "Leopolda" di Matteo Renzi, a manifestazioni del centrodestra. Viene inoltre contestata la sua vicinanza, progressiva nel tempo, a diverse figure politiche regionali e nazionali, in particolare al presidente della Calabria Giuseppe Scopelliti, che Pecora ha sostenuto pubblicamente alle elezioni regionali calabresi del 2010.

### Rappresentanti del movimento eletti nelle Istituzioni
Nel maggio 2009 Sonia Alfano, coordinatrice regionale di Ammazzateci tutti in Sicilia e componente dell'esecutivo nazionale, è stata eletta al Parlamento europeo con la lista di Italia dei Valori.
Alle elezioni politiche del febbraio 2013 sono candidate la coordinatrice nazionale di Ammazzateci tutti, Rosanna Scopelliti, nelle liste del PdL Calabria e l'ex attivista di Vibo Valentia Dalila Nesci, candidata capolista del Movimento 5 Stelle in Calabria. Entrambe sono state elette alla Camera dei deputati.

### La proposta di lancio di una lista civica per le regionali calabresi
Per le elezioni comunali di Reggio Calabria e le regionali 2014 Aldo Pecora ha annunciato l'ingresso in politica del movimento, che avrebbe concorso con una propria lista. Contrariamente a quanto annunciato, Ammazzateci tutti non ha partecipato alle competizioni comunali e regionali con proprie liste, né Aldo Pecora o altri rappresentanti del movimento si sono candidati.